# Pohlia austropolymorpha
Pohlia austropolymorpha är en bladmossart som beskrevs av Brotherus in Drygalski 1906. Pohlia austropolymorpha ingår i släktet nickmossor, och familjen Bryaceae. Inga underarter finns listade i Catalogue of Life.